# Mistrovství světa v orientačním běhu 1983
10. Mistrovství světa v orientačním běhu proběhlo ve dnech 1. až 4. srpna 1983. Pořadatelskou zemí bylo Maďarsko. Hlavním dějištěm závodů tehdy bylo město Zalaegerszeg, hlavní město župy Zala. V mužské kategorii startovalo 55 závodníků a v ženách 53 závodnic. Štafetových závodů se zúčastnilo 15 mužských čtyřčlenných a 11 ženských čtyřčlenných štafet z 23 zemí světa. Běželo se na mapě s názvem Sátor-Magas. Československo reprezentovali: Jaroslav Kačmarčík, Pavel Ditrych, Jozef Pollák, Vlastimil Uchytil, Luděk Pavelek, Eva Bártová, Iva Kalibánová, Ada Kuchařová, Jana Hlaváčová a Věra Krajčová-Volfová.

## Výsledky individuálního závodu
| Muži                                      | Muži                                      | Muži                                      | Muži                                      | Muži                                      | Ženy                                     | Ženy                                     | Ženy                                     | Ženy                                     | Ženy                                     |
| ----------------------------------------- | ----------------------------------------- | ----------------------------------------- | ----------------------------------------- | ----------------------------------------- | ---------------------------------------- | ---------------------------------------- | ---------------------------------------- | ---------------------------------------- | ---------------------------------------- |
| - Traťové parametry: 14,0 km, 24 kontrol. | - Traťové parametry: 14,0 km, 24 kontrol. | - Traťové parametry: 14,0 km, 24 kontrol. | - Traťové parametry: 14,0 km, 24 kontrol. | - Traťové parametry: 14,0 km, 24 kontrol. | - Traťové parametry: 8,1 km, 18 kontrol. | - Traťové parametry: 8,1 km, 18 kontrol. | - Traťové parametry: 8,1 km, 18 kontrol. | - Traťové parametry: 8,1 km, 18 kontrol. | - Traťové parametry: 8,1 km, 18 kontrol. |
| Umístění                                  | Země                                      | Jméno                                     | Čas                                       | Ztráta                                    | Umístění                                 | Země                                     | Jméno                                    | Čas                                      | Ztráta                                   |
|                                           | Norsko                                    | Morten Berglia                            | 1:36:31                                   |                                           |                                          | Švédsko                                  | Annichen Kringstadová                    | 1:08:32                                  |                                          |
|                                           | Norsko                                    | Øyvin Thon                                | 1:38:51                                   | + 0:02:20                                 |                                          | Švédsko                                  | Marita Skogumová                         | 1:16:05                                  | + 0:07:33                                |
|                                           | Norsko                                    | Sigurd Daehli                             | 1:41:00                                   | + 0:04:29                                 |                                          | Finsko                                   | Annariitta Kottonenová                   | 1:16:11                                  | + 0:07:39                                |
| 6.                                        | Československo                            | Jaroslav Kačmarčík                        | 1:44:21                                   | + 0:07:50                                 | 11.                                      | Československo                           | Ada Kuchařová                            | 1:19:55                                  | + 0:11:23                                |
| 13.                                       | Československo                            | Jozef Pollák                              | 1:49:12                                   | + 0:12:41                                 | 32.                                      | Československo                           | Iva Kalibánová                           | 1:36:53                                  | + 0:28:21                                |
| 19.                                       | Československo                            | Pavel Ditrych                             | 1:53:10                                   | + 0:16:39                                 | 34.                                      | Československo                           | Eva Bártová                              | 1:37:37                                  | + 0:29:05                                |
| 25.                                       | Československo                            | Luděk Pavelek                             | 1:56:09                                   | + 0:19:38                                 | 46.                                      | Československo                           | Věra Krajčová-Volfová                    | 1:43:50                                  | + 0:35:18                                |

## Výsledky štafetového závodu
| Muži                                                                                       | Muži                                                                                       | Muži                                                                                       | Muži                                                                                       | Muži                                                                                       | Ženy                                                                                    | Ženy                                                                                    | Ženy                                                                                    | Ženy                                                                                    | Ženy                                                                                    |
| ------------------------------------------------------------------------------------------ | ------------------------------------------------------------------------------------------ | ------------------------------------------------------------------------------------------ | ------------------------------------------------------------------------------------------ | ------------------------------------------------------------------------------------------ | --------------------------------------------------------------------------------------- | --------------------------------------------------------------------------------------- | --------------------------------------------------------------------------------------- | --------------------------------------------------------------------------------------- | --------------------------------------------------------------------------------------- |
| - Traťové parametry: 1. úsek 11,0 km / 2. úsek 11,8 km / 3. úsek 11,0 km / 4. úsek 11,8 km | - Traťové parametry: 1. úsek 11,0 km / 2. úsek 11,8 km / 3. úsek 11,0 km / 4. úsek 11,8 km | - Traťové parametry: 1. úsek 11,0 km / 2. úsek 11,8 km / 3. úsek 11,0 km / 4. úsek 11,8 km | - Traťové parametry: 1. úsek 11,0 km / 2. úsek 11,8 km / 3. úsek 11,0 km / 4. úsek 11,8 km | - Traťové parametry: 1. úsek 11,0 km / 2. úsek 11,8 km / 3. úsek 11,0 km / 4. úsek 11,8 km | - Traťové parametry: 1. úsek 7,8 km / 2. úsek 8,2 km / 3. úsek 7,8 km / 4. úsek 8,2 km. | - Traťové parametry: 1. úsek 7,8 km / 2. úsek 8,2 km / 3. úsek 7,8 km / 4. úsek 8,2 km. | - Traťové parametry: 1. úsek 7,8 km / 2. úsek 8,2 km / 3. úsek 7,8 km / 4. úsek 8,2 km. | - Traťové parametry: 1. úsek 7,8 km / 2. úsek 8,2 km / 3. úsek 7,8 km / 4. úsek 8,2 km. | - Traťové parametry: 1. úsek 7,8 km / 2. úsek 8,2 km / 3. úsek 7,8 km / 4. úsek 8,2 km. |
| Umístění                                                                                   | Země                                                                                       | Jméno                                                                                      | Čas                                                                                        | Ztráta                                                                                     | Umístění                                                                                | Země                                                                                    | Jméno                                                                                   | Čas                                                                                     | Ztráta                                                                                  |
|                                                                                            | Norsko                                                                                     | Morten Berglia Øyvin Thon Tore Sagvolden Harald Thon                                       | 3:52:29                                                                                    |                                                                                            |                                                                                         | Švédsko                                                                                 | Karin Rabeová Marita Skogumová Kerstin Manssonová Annichen Kringstadová                 | 3:10:25                                                                                 |                                                                                         |
|                                                                                            | Československo                                                                             | Vlastimil Uchytil Pavel Ditrych Jozef Pollák Jaroslav Kačmarčík                            | 3:54:17                                                                                    | + 0:01:48                                                                                  |                                                                                         | Československo                                                                          | Iva Kalibánová Eva Bártová Jana Hlaváčová Ada Kuchařová                                 | 3:16:54                                                                                 | + 0:06:29                                                                               |
|                                                                                            | Švédsko                                                                                    | Bengt Levin Kjell Lauri Lars Lönnkvist Kent Olsson                                         | 3:54:21                                                                                    | + 0:01:52                                                                                  |                                                                                         | Dánsko                                                                                  | Matte Filskovová Hanne Birkeová Karin Jexnerová Dorthe Hansenová                        | 3:24:45                                                                                 | + 0:14:20                                                                               |

## Medailová klasifikace podle zemí
Úplná medailová tabulka:
| Umístění | Země           | Zlato | Stříbro | Bronz | Součet |
| -------- | -------------- | ----- | ------- | ----- | ------ |
|          | Norsko         | 2     | 1       | 1     | 4      |
|          | Švédsko        | 2     | 1       | 1     | 4      |
|          | Československo | 0     | 2       | 0     | 2      |
| 4.       | Finsko         | 0     | 0       | 1     | 1      |
| 4.       | Dánsko         | 0     | 0       | 1     | 1      |